# Mila Kunis
Milena Markovna (Mila) Kunis (Oekraïens: Милена Марківна Куніс; Russisch: Милена Марковна Кунис) (Tsjernivtsi, 14 augustus 1983) is een Amerikaanse actrice. Ze is bekend geworden met haar rol als Jackie Burkhart in de komische televisieserie That '70s Show. Ook spreekt ze de stem in van Meg Griffin in de animatieserie Family Guy.

## Biografie

### Jeugdjaren
Kunis is geboren in de Oekraïense Socialistische Sovjetrepubliek – destijds onderdeel van de Sovjet-Unie, tegenwoordig Oekraïne geheten – als nazaat van een Joodse familie, waarmee ze toen ze zeven jaar oud was naar Los Angeles in Californië verhuisde. Ze leerde Engels door te kijken  naar het televisieprogramma The Price Is Right. Bij haar aankomst in Los Angeles sprak ze helemaal geen Engels. Tijdens de basisschool werd bij haar ADHD gediagnosticeerd en kreeg ze daarvoor medicatie. In 2001 rondde ze haar opleiding aan de Fairfax High School in West Hollywood af en nam ze acteerlessen en had bijrollen in kinderprogramma's en televisiecommercials.

### Carrière
Nadat Kunis in 1998 werd gecast voor de rol van Jackie Burkhart, in de televisieserie That '70s Show, genoot ze grote bekendheid. Om auditie te mogen doen voor de serie moest je achttien jaar of ouder zijn. Kunis was op het moment van haar auditie veertien jaar, maar wilde de rol zo graag dat ze de regie vertelde dat ze op haar verjaardag achttien zou worden, ze vertelde daarbij alleen niet op welke verjaardag. Nadat ze was gecast kwam de regie achter haar ware leeftijd, maar omdat ze volgens hen de rol van Jacky het beste kon vertolken, mocht ze aanblijven. Dit leverde haar van 2000 tot en met 2006 ieder jaar een nominatie voor een Teen Choice Award op.
Daarnaast acteerde ze in films als Gia (1998), Get Over It (2001), Moving McAllister (2007), Boot Camp (2007), Forgetting Sarah Marshall (2008), Max Payne (2008), The Book of Eli (2010) en Black Swan (2010). Ook is ze te zien in enkele videoclips zoals Jaded van Aerosmith, The End Has No End van The Strokes en LA Girls van Mams Taylor Ft. Joel Madden.
Kunis is ook werkzaam als stemactrice. Ze spreekt de stem in van het personage Meg Griffin in de animatieserie Family Guy (waarvoor ze in 2007 werd genomineerd voor een Annie Award) en van enkele karakters in het Adult Swim-programma Robot Chicken. Daarnaast heeft ze de stem ingesproken van Tanya Winters in het computerspel Saints Row.

### Privéleven

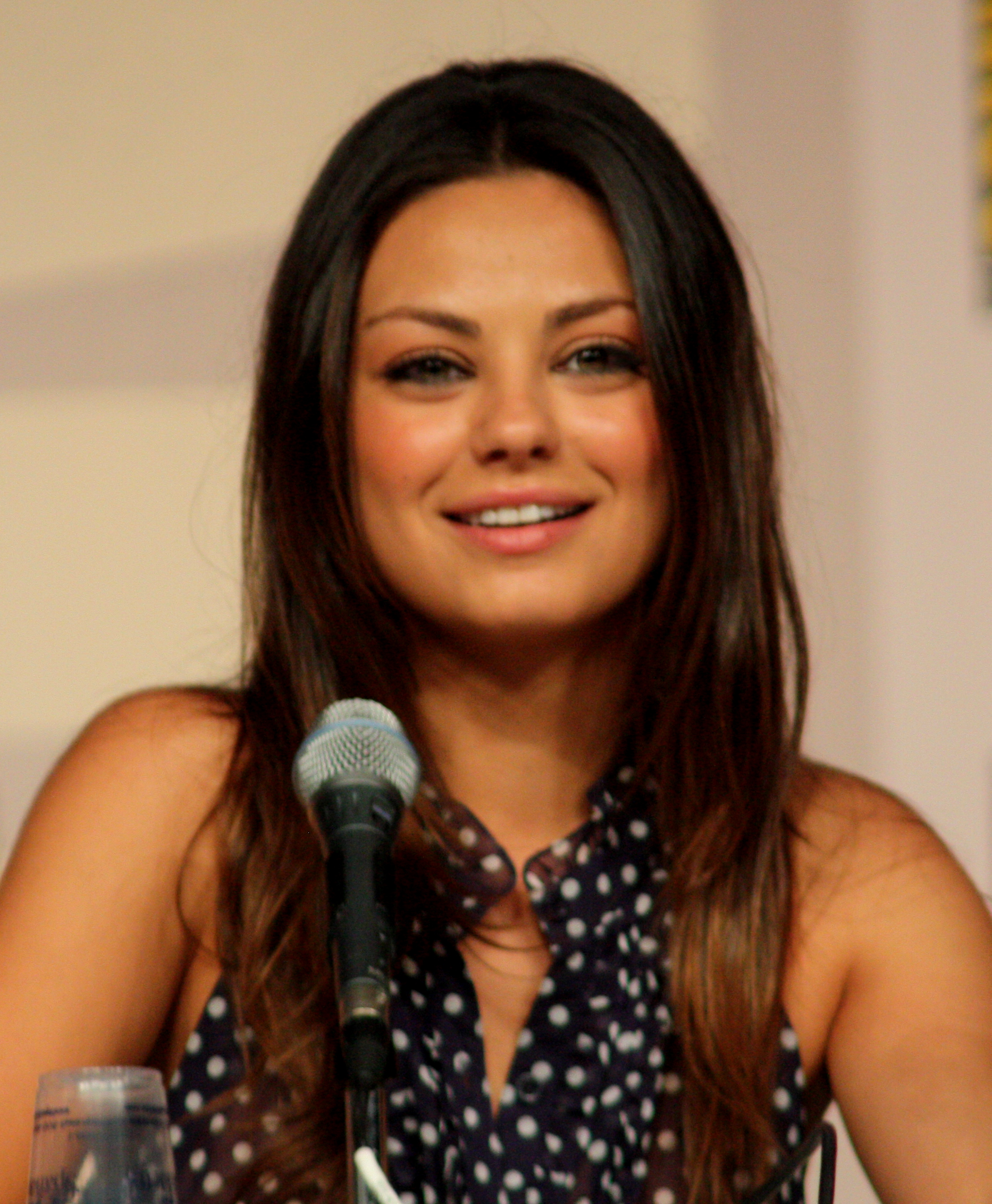
Kunis in 2009

Kunis heeft heterochromia iridis. Dit betekent dat er kleurverschil is in de iris van het linker- en rechteroog: haar rechteroog is grijs/blauw en haar linkeroog is lichtbruin/groen. Ze is jarenlang halfblind geweest doordat ze aan de lens in een oog een chronische ontsteking had. In 2010 is ze onder het mes gegaan, waarbij ze een nieuwe lens in haar oog heeft gekregen.
Na acht jaar samen te zijn geweest met Macaulay Culkin, is de actrice vanaf 2012 samen met Ashton Kutcher. Zij en Kutcher speelden eerder al een stel in That 70's Show. Kunis en Kutcher hebben een dochter (2014) en een zoon (2016).
Eind februari 2022 viel Rusland haar geboorteland Oekraïne aan. Kort daarop startte Kunis een inzamelingsactie voor de vluchtelingen van de oorlog en slaagde erin na enkele weken 35 miljoen dollar bijeen te brengen. De opbrengst ging naar Flexport.org, een organisatie die hulpgoederen verzendt naar vluchtelingenkampen en Airbnb.org, die tijdelijke gratis huisvestiging voorzag voor de vluchtelingen.

## Filmografie

### Videoclips
| Jaar | Titel                | Artiest                       |
| ---- | -------------------- | ----------------------------- |
| 2001 | "Jaded"              | Aerosmith                     |
| 2001 | "The Itch"           | Vitamin C                     |
| 2003 | "The End Has No End" | The Strokes                   |
| 2008 | "LA Girls"           | Mams Taylor feat. Joel Madden |